# Джон Грей (режисьор)
Джон Грей (на английски: John Gray) е филмов режисьор.

## Избрана филмография
- „Шепот от отвъдното“ (2005)
- „Убежище“ (2001)
- „Денят, в който Линкълн беше убит“ (1998)
- „Невидимият“ (1996)
- „Повикът на дивото“ (1995)
- „Когато той не е непознат“ (1989)